# Сидероксилон вонючий
Сидероксилон вонючий (лат. Sideroxylon foetidissimum) — растение семейства Сапотовые, вид рода Сидероксилон.

## Распространение и экология
Растение произрастает в тропических лесах. Оно устойчиво к засухе и соли. Ареал вида включает в себя Флориду, острова Карибского моря и северную часть Центральной Америки.

## Биологическое описание
Крупное вечнозелёное быстрорастущее дерево с чешуйчатой красноватой корой, высотой до 20 м. Древесина тяжёлая. Сердцевина имеет жёлто-апельсиновый цвет.
Листья ярко-зелёные до 15 см длиной и до 8 см шириной.
Плоды овальной формы, длиной до 2,5 см. При созревании они становятся жёлтыми. Внутри плода содержатся 1-3 семени. Дерево цветёт и плодоносит круглый год.

## Использование
Плоды растения съедобны, но не популярны. Тяжёлая древесина с жёлтой сердцевиной раньше была ценным пиломатериалом, но в настоящее время в связи с сокращением популяции вида её использование почти прекратилось. Деревья широко насаждаются в декоративных целях, особенно вдоль побережий (в связи с высокой толерантностью к соли).